# Famille Seydoux
La famille Seydoux est une famille de la haute bourgeoisie française, issue de François Seydoux (1767-1819), bourgeois de Vevey, en Suisse, et originaire de Vaulruz, dans le canton de Fribourg.
Depuis le XIXe siècle, elle s'est particulièrement illustrée dans les domaines de l'industrie et de la finance, mais aussi de la diplomatie, et, plus récemment, du cinéma.

## Historique
La famille Seydoux est issue de François Seydoux, originaire de la ville suisse de Vaulruz, canton de Fribourg.[réf. nécessaire]
Au XIXe siècle, ses fils Charles et Auguste développent une entreprise textile dans le nord de la France. Son implantation d'origine se trouve au Cateau-Cambrésis. Ses descendants s'illustrent dans différents domaines.[réf. nécessaire]
En 1902, la famille Seydoux s'allie à la famille Fornier de Clausonne par le mariage de Jacques Seydoux avec Mathilde de Clausonne. Au cours des années 1930, leurs enfants René, François, Georgette et Roger, sont autorisés par un décret du 27 juillet 1934 à joindre à leur nom celui de « Fornier de Clausonne ».
René Seydoux (Fornier de Clausonne) s'allie avec la famille Schlumberger par son mariage avec Geneviève Schlumberger. Celle-ci est à l'origine de la Fondation René-Seydoux, qui « a pour objet de développer et de renforcer les solidarités qui unissent les pays de l’ensemble méditerranéen ».
Leur fils, Jérôme (né en 1934) devient un dirigeant de la firme de cinéma Pathé.

## Personnalités
- Charles Seydoux (1796-1875), industriel textile au Cateau-Cambrésis, député du Nord (1852-1869), commandeur de l'ordre national de la Légion d'honneur.
- Auguste Seydoux (1801-1878), manufacturier, maire du Cateau (1852-1870), conseiller général du Nord.
- Charles Seydoux (1827-1896), industriel en textiles, conseiller général (1871-1896) et président du Conseil général du Nord (1892-1896)
- Auguste Seydoux (1836-1890), diplomate.
- Ernest Seydoux (1860-1942), industriel.
- Alfred Seydoux (1862-1911), industriel, régent de la Banque de France, conseiller général du  Nord.
- Albert Seydoux (1866-1918), industriel textile, député (1910-1918) et conseiller général du Nord (1912-1918), chevalier de la Légion d'Honneur.
- Jacques Seydoux (1870-1929), diplomate et économiste, commandeur de l'ordre national de la Légion d'honneur. Sous-directeur des relations commerciales en 1919, il participe à toutes les grandes conférences internationales qui précisent les conditions d'application des clauses économiques du traité de Versailles, notamment les réparations. Il est nommé directeur adjoint des affaires politiques et commerciales en octobre 1924. Promoteur des relations économiques internationales, il est considéré comme l’un des plus brillants diplomates de sa génération.
- André Seydoux (1871-1927), centralien, industriel, président du conseil des directeurs de la Caisse d'épargne du Cateau, conseiller général du Nord, vice-président de l'Union des syndicats patronaux des industries textiles de France.
- Henri Seydoux (1900-1965), industriel, conseiller général du Nord.
- René Seydoux Fornier de Clausonne (1903-1973), géophysicien, secrétaire général de l'École libre des sciences politiques de 1928 à 1937, président de Schlumberger, fondateur de l'Université méditerranéenne d'été.
- Maurice Seydoux (1904-1944), secrétaire général du Conseil d'État.
- François Seydoux Fornier de Clausonne (1905–1981), diplomate et conseiller d'État, grand-officier de la Légion d'Honneur. Il occupe notamment les fonctions de directeur des affaires européennes au ministère français des Affaires étrangères, d'ambassadeur de France en Autriche et en Allemagne de l'Ouest.
- Roger Seydoux (1908–1985), diplomate, officier de la Légion d'Honneur. Ayant quitté le Quai d'Orsay, il occupe les fonctions de secrétaire général puis directeur de l'École libre des sciences politiques (1936-1947). Ayant réintégré la diplomatie, il est successivement consul de France à New York (1950-1952), haut-commissaire de France en Tunisie (1955-1956), directeur général des affaires culturelles et techniques au ministère des Affaires étrangères (1956-1960), haut-commissaire de France au Maroc (1960-1962), représentant de la France à l'Organisation des Nations unies (1963-1967), représentant permanent de la France au conseil de l'Organisation du traité de l'Atlantique nord (1967-1968), ambassadeur de France en URSS (1968-1973), président de la Fondation de France (1973-1983).
- Roland Seydoux (1917-1944), ingénieur agronome, résistant au sein du réseau S.R. Alliance, mort en déportation au camp de Struthof.
- Jérôme Fornier de Clausonne (né en 1934), homme d'affaires, président de Pathé, officier de l'ordre national de la Légion d'honneur.
- Jacques Seydoux Fornier de Clausonne (né en 1936), banquier, ancien directeur de la Société des Bains de Mer.
- Nicolas Seydoux Fornier de Clausonne (né en 1939), homme d'affaires, ancien président de Gaumont, commandeur de l'ordre national de la Légion d'honneur.
- Éric Seydoux (1946-2013), imprimeur en sérigraphie, éditeur d'art, officier de l'ordre des Arts et des Lettres.
- Michel Seydoux Fornier de Clausonne (né en 1947), homme d'affaires, producteur et administrateur du cinéma, ancien président du club de football LOSC Lille Métropole, chevalier de l'ordre des Arts et des Lettres.
- Henri Seydoux Fornier de Clausonne (né en 1960), homme d'affaires, cofondateur et président de Parrot, actionnaire de Christian Louboutin, membre du conseil d'administration de Schlumberger.
- Sidonie Seydoux Fornier de Clausonne, épouse Dumas (née en 1967), directrice générale de Gaumont.
- Stéphanie Seydoux (née en 1967), diplomate, envoyée pour les Affaires multilatérales du Directeur Général de l'Organisation mondiale de la santé (précédemment ambassadrice pour la santé mondiale, représentante de la France aux conseils d’administration du Fonds mondial de lutte contre le sida, la tuberculose et le paludisme et d’UNITAID).
- Balthazar Seydoux (né en 1971), conseiller national de Monaco.
- Camille Seydoux Fornier de Clausonne (née en 1982), styliste.
- Tigrane Seydoux Fornier de Clausonne (né en 1984), cofondateur et président du groupe Big Mamma.
- Léa Seydoux Fornier de Clausonne (née en 1985), actrice, lauréate de la Palme d'Or en 2013.

## Armoiries
La famille Seydoux a porté au cours des siècles les armoiries suivantes :
- « écartelé: aux un et quatre, de sable à la croix alésée pattée d'argent; aux deux et trois, d'azur à deux tibias passées en sautoir et surmontés d'une tête de mort »
- « de sable à deux tibias d'argent passés en sautoir »
- « de sable à deux tibias d'argent passés en sautoir et surmontés d'une tête de mort du même ».

La branche française des Seydoux porte de son côté : « d'azur au chevron d’or, chargé d’une fleur de lys de gueules, accompagné de trois têtes de mort d’argent, deux en chef et une en pointe ».
La branche Seydoux Fornier de Clausonne porte « parti : au un, d'azur au chevron d’or, chargé d’une fleur de lys de gueules, accompagné de trois têtes de mort d’argent, deux en chef et une en pointe, qui est Seydoux, au deux, d'or à un lion de gueules ; au chef d'azur à trois étoiles d'argent, qui est Fornier de Clausonne».

## Filiation simplifiée
- François Seydoux (1767-1819), bourgeois de Vevey
  - Charles Seydoux (1796-1875), promoteur de l'industrie lainière au Cateau-Cambrésis, député du Nord, commandeur de l'ordre national de la Légion d'honneur, marié avec Louisa Gourgas
    - Anna Seydoux (1829-1916), épouse du manufacturier Paul Bacot
    - Élise Seydoux (1832-1893), épouse du général Pierre Hippolyte Publius Renault
    - Auguste Seydoux (1836-1890), diplomate
      - Jacques Seydoux (1870-1929), diplomate et économiste, époux en 1902 de Mathilde Fornier de Clausonne (1880-1971) ;
        - René Seydoux Fornier de Clausonne (1903-1973), géophysicien, secrétaire général de l'École libre des sciences politiques de 1928 à 1937, président de Schlumberger, fondateur de l'Université méditerranéenne d'été, marié à Geneviève Schlumberger (fille de Marcel Schlumberger), qui créera la Fondation René-Seydoux ;
          - Véronique Seydoux Fornier de Clausonne, épouse de Philippe Rossillon ;
          - Jérôme Seydoux (1934), homme d'affaires, PDG de Pathé, officier de l'ordre national de la Légion d'honneur, mari de Hélène Zumbiehl (remarié à Sophie Desserteaux) ;
            - Henri Seydoux (1960), homme d'affaires, cofondateur et président de Parrot, actionnaire de Christian Louboutin, membre du conseil d'administration de Schlumberger, mari de sa cousine Valérie Schlumberger (remarié à Farida Khelfa) ;
              - Léa Seydoux (1985), actrice
              - Camille Seydoux Fornier de Clausonne (1982), styliste

          - Nicolas Seydoux (1939), homme d'affaires, PDG de Gaumont, officier et commandeur de l'ordre national de la Légion d'honneur.
            - Sidonie Dumas (1967), directrice générale de Gaumont.

          - Michel Seydoux (1947), homme d'affaires, producteur et administrateur du cinéma, ancien président du club de football LOSC Lille Métropole, chevalier de l'ordre des Arts et des Lettres ;

        - François Seydoux de Clausonne (1905–1981), diplomate et conseiller d'État, grand-officier de l'ordre national de la Légion d'honneur ;
          - Liliane Seydoux Fornier de Clausonne (1932-), épouse de Pierre Peugeot ;
          - Laurence Seydoux Fornier de Clausonne, épouse de Daniel Fries, médecin universitaire
            - Fabrice Fries (1960), marié en 1997 avec Fabrizia Benini, dont postérité
            - Charles Fries (1962), diplomate
            - Mathilde Fries, épouse d'Olaf Raviot de Saint-Anthost

          - Jacques Seydoux Fornier de Clausonne (1936), banquier ;
            - Balthazar Seydoux (1971), époux de Annabelle Jaeger, conseiller national de Monaco et chasseur de tête professionnel ;
            - Tigrane Seydoux Fornier de Clausonne, PDG du groupe Big Mamma.

        - Georgette Seydoux Fornier de Clausonne (1906-1995), époux de l'ingénieur et industriel Philippe Coste (1904-1974)
        - Roger Seydoux (1908–1985), diplomate, directeur de l'École libre des sciences politiques puis de l'Institut d'études politiques de Paris, président de la Fondation de France ;
          - Éric Seydoux (1946-2013), imprimeur en sérigraphie, éditeur d'art, officier de l'ordre des Arts et des Lettres.

  - Auguste Seydoux (1801-1878), manufacturier, maire du Cateau, conseiller-général du Nord.
    - Angélique Seydoux (1823-1883), épouse de Henri Sieber, régent de la Banque de France.
    - Charles Seydoux (1827-1896), industriel en textiles, président du Conseil général du Nord de 1892 à 1896 ;
      - Ernest Seydoux (1860-1942), époux de Lucie Ducimetière-Monod, industriel.
      - Alfred Seydoux (1862-1911), époux de Alice de Mallmann, industriel, régent de la Banque de France, conseiller général du Nord.
        - Marie-Louise Seydoux (1891-1938), épouse Pierre Mussat.
        - Jeanne Seydoux (1893-1961), épouse Jean Poron.
        - Gisèle Seydoux (1898-1983), épouse André Doé de Maindrevile.
        - Henri Seydoux (1900-1965), époux de Marie Olivier, industriel, conseiller général du Nord.
        - Jaqueline Seydoux (1901-1977), épouse de Donatien de La Roche Fordière.
        - Maurice Seydoux (1904-1944), époux de Christiane Duvette, secrétaire général du Conseil d'État .

      - Hélène Seydoux (1864-1930), épouse de Ferdinand Roy (1856-1927), président de l'Union des syndicats patronaux des industries textiles de France (fils de Gustave Emmanuel Roy)
      - Albert Seydoux (1866-1918), époux de Emma Krug, Commandant, député du Nord.
      - Georges Seydoux (1869-1928), époux de Louisa Krug.
        - Roland Seydoux (1917-1944), ingénieur agronome, résistant du réseau S.R. Alliance, mort en déportation[3] au camp de Struthof.

      - André Seydoux (1871-1927), époux de Renée Bovet, centralien, industriel, président du conseil des directeurs de la Caisse d'épargne du Cateau, conseiller général du Nord, vice-président de l'Union des syndicats patronaux des industries textiles de France.
        - Ronald Seydoux (1902-1991)
          - Harry Seydoux, épouse Maria Zulema Anze de Zamora
            - Stéphanie Seydoux (1967), ambassadrice pour la santé mondiale, représentante de la France aux conseils d’administration du Fonds mondial de lutte contre le sida, la tuberculose et le paludisme et d’UNITAID.

      - Madeleine Seydoux (1877-1939), épouse de James Carmichael

## Alliances
Les principales alliances sont : Torcy (1767), Gourgas (1822), Ponsin (1822), Sieber (1842), Bacot (1850), Renault (1854), Jaubert (1859), Renard (1856), de Puget de Barbentane (1863), Sers (1869), Roy (1885), de Mallman (1886), Krug (1895,1895), Ducimetière-Monod (1898), Bovet (1898), de Clermont (1898), Carmichael (1899), Bourlon de Sarty (1899), Fornier de Clausonne (1902), Schlumberger (1918, 1931, 1983), Pierson (1920), Doë de Maindreville (1924), Olivier (1926), Pavret de La Rochefordière (1927), Coste (1928), Thurneyssen (1930), Peugeot (1931, 1955), de Cazenove (1932), Edouard de Sercey (1934), Meyer (1937), Doll (1944), Roussillon (1953), Fries (1958), Zumbiehl (1958), de Ruffi de Pontevès (1969), de Blic (1982), de Kerchove d'Ousselghem (1992), d'Aviau de Ternay (1996), de Juglart de Lardinie (1996).